# Cottunculus microps
Cottunculus microps is een straalvinnige vissensoort uit de familie van psychrolutiden (Psychrolutidae). De wetenschappelijke naam van de soort is voor het eerst geldig gepubliceerd in 1875 door Collett.